# إستيبان كانال
إستيبان كانال Esteban Canal (ولد في 19 أبريل 1896 – 14 فبراير 1981) كان لاعب شطرنج بيروفي، حمل لقب أستاذ كبير.
- نال لقب أستاذ دولي عام 1950.
- نال لقب أستاذ كبير عام 1977.
- كان من أبرز لاعبي الشطرنج البيروفيين.
- حقق أفضل نتائجه في عقد العشرينات والثلاثينات من القرن العشرين.
- ولد في تشيكلايو في البيرو، ورحل إلى إيطاليا في العشرينات وأقام هناك.
- حل ثانياً في دورة تريستي عام 1923، وثانيا بالتشارك في دورة ميرانو عام 126، وعاشراً في دورة بودابست عام 1929، وعاشراً بالتشارك في دورة كارلسباد عام 1929، وفي دورات أخرى.
- هزم بطل العالم ماكس إيويحين لاعبه في البندقية عام 1948.
- من أشهر أدواره الدور الشهير المعروف بــ «البيروفي الخالد» إحدى المباريات الاستعراضية في عام 1934، حين فاز بأربعة نقلة فقط بعد أن ضحى بالقلعتين والوزير، وحقق المات الذي يعرف بـ «مات بودن».

## روابط خارجية
- إستيبان كانال على موقع مباريات الشطرنج (الإنجليزية)
- إستيبان كانال على موقع 365Chess.com (الإنجليزية)
- إستيبان كانال على موقع Chesstempo.com (الإنجليزية)
- إستيبان كانال سجل أولمبياد الشطرنج على موقع OlimpBase.org (الإنجليزية)